# Parantipathes helicosticha
Parantipathes helicosticha är en korallart som beskrevs av Opresko 1999. Parantipathes helicosticha ingår i släktet Parantipathes och familjen Schizopathidae. Inga underarter finns listade i Catalogue of Life.